# ЦСКА (футбольный клуб, Киев)
ЦСКА (Центральный спортивный клуб армии; укр. Центральний спортивний клуб армiï, ЦСКА) — украинский футбольный клуб из Киева. Основан в 1934 году в Харькове.

## История

### 1934—1991 годы
Официальным годом основания клуба считается 1934 год, когда в действующей на тот момент столице Украины Харькове под названием УВО (Украинский военный округ) была образована своя футбольная команда. При этом футбольные команды, связанные с Киевским военным гарнизоном, стали проводить свои официальные матчи ещё с 1926 года. 7 июня 1934 года команда УВО провела свой первый официальный матч в рамках первенства РККА среди армейских команд в Москве. 24 июня 1934 года столица Украинской ССР была перенесена из Харькова в Киев, куда переехала и армейская команда УВО. До 1960 года команда много раз меняла названия: ДО (Дом офицеров), ОДО (Окружной дом офицеров), ОСК (Окружной спортивный клуб), СКВО (Спортивный клуб военного округа). С 1960 года команда называлась СКА (Спортивный клуб армии), за исключением 1972—1976 годов, когда команда представляла Чернигов. В августе 1976 года команда вернула старое название СКА (Киев) и отныне представляла Киевский военный округ. В СССР СКА входил в «Физкультурно-спортивное объединение Вооружённых сил» (наряду с ЦСКА, ЦСК ВВС и ЦСК ВМФ) и подчинялся Спорткомитету Вооружённых сил СССР.
В профессиональных соревнованиях команда принимает участие с 1947 года. Армейцы — пятикратный Чемпион УССР по футболу (1949, 1951, 1967, 1980, 1983) и обладатель кубка УССР 1976. Самое высокое достижение союзного периода — выход в 1/2 финала Кубка СССР по футболу 1952 года, где армейцы уступили московскому «Спартаку» со счетом 2:0.

### 1992—2001 годы
Весной 1992 года СКА стартовал в первой лиге чемпионата Украины (1992) и опустился во вторую, по итогам сезона в которой (1992/93) эта команда, выступавшая под названием ЦСК ВСУ (Центральный спортивный клуб Вооружённых сил Украины), покинула и её.
В начале 1990-х годов существовали ещё две команды, которые приняли участие в истории клуба — «Борисфен» (Борисполь) и «Нива» (Мироновка). В сезоне 1992/93 годов «Нива» стартовала в третьей (переходной) лиге. В 1993 году «Нива» и «Борисфен» объединились в команду «Нива-Борисфен», которую в 1994 году переименовали в ФК «Борисполь». Сезон-1992/93 объединённая команда завершила на 4-м месте.
В сезоне 1993/94 годов ФК «Борисполь» завоевал путёвку в первую лигу. ЦСК ВСУ вследствие реорганизации второй лиги и изменения количества её участников продолжил выступать в ней, занимая места в середине турнирной таблицы. «Нива» (Мироновка) также возродилась как отдельная команда во второй лиге.

#### ЦСКА—«Борисфен»
В середине сезона 1994/95 годов на базе бориспольской команды при участии Министерства обороны и коммерческих структур был создан клуб ЦСКА-«Борисфен» (Борисполь), который сразу же завоевал путёвку в высшую лигу (во второй части сезона домашние матчи команда проводила в Киеве). При этом армия сохранила и свою собственную команду в третьей лиге, которая в сезоне 1994/95 успешно вышла во вторую. Вместе с ней во вторую лигу вышла и «Нива», которая в середине следующего сезона изменила название на «Нива-Космос».
В начале сезона 1995/96 выступавший в высшей лиге ЦСКА-«Борисфен» переехал в Киев. В том сезоне в составе ЦСКА-«Борисфена» находились два легионера — Мфило Мафумба из Заира и Альфонсо Янез Рамирес из Перу. ЦСКА и «Нива-Космос» выступали во второй лиге, ЦСКА вышел в первую. После формирования «ЦСКА-Борисфена» фактически уже тогда ЦСКА стал второй командой клуба.
В ходе сезона-1996/97 произошёл раскол в клубе ЦСКА-«Борисфен», армия хотела иметь собственный клуб высшей лиги. Клуб переименовали в ЦСКА. При этом команда, которая вышла из второй лиги в первую, стала называться ЦСКА-2. Бориспольские совладельцы клуба остались ни с чем и возродили свою команду в любительской лиге. В этом же сезоне прекратила существование «Нива-Космос». В 1997 году «Борисфен» вышел во вторую лигу.

#### «Арсенал»
В декабре 2001 года киевская городская администрация и Министерство обороны приняли решение создать совместную команду «Арсенал», которую сформировали на базе первой команды клуба. Вторая команда (ЦСКА-2) была переименована в ЦСКА.

### Наше время
К сезону-2007/08 клуб продолжал выступать в первой лиге. По результатам сезона клуб занял 19-е место и опустился во вторую лигу. После 4-го тура чемпионата второй лиги сезона 2009/10 стало известно, что клуб ЦСКА снимается с турнира. Результаты его матчей были аннулированы.
В мае 2019 года клуб был воссоздан, уставный капитал клуба был сформирован и наполнен. 1 июня 2019 года ожидается открытие детской футбольной школы на базе стадиона ЦСКА.

### 2021
Команда принимает участие в чемпионате и Кубке КСРФФ (Киево-Святошинской районной федерации футбола). В борьбе за Кубок КСРФФ команда выбыла в первом круге — 1/16 финала, проиграв ФК Нива (Бузова).

## Предыдущие названия
- 1934: УВО (Харьков)
- 1934—1945: УДКА
- 1946: «Дом офицеров»
- 1947: ОДО
- 1948—1953: «Дом офицеров»
- 1954—1956: ОДО
- 1957: ОСК
- 1957—1959: СКВО
- 1960—1971: СКА
- 1972: команда г. Чернигова
- 1972—1976: СК «Чернигов»
- 1976—1992: СКА
- 1992—1993: ВС «Орияна»
- 1993—1994: ЦСК ВСУ
- 1994—1995: ЦСКА
- 1995—1996: ЦСКА-«Борисфен»
- с 1996 года: ЦСКА

Названия второй команды (дублирующий состав)
- 1995—1996: ЦСКА*
- с 1996: ЦСКА-2**

Примечания.
* После создания ЦСКА-«Борисфена» команда ЦСКА, хоть и продолжала носить это название вторую часть сезона-1994/95 и сезон-1995/96, фактически превратилась во вторую команду армейского клуба. В сезоне-1996/97 ЦСКА-«Борисфен» был переименован в ЦСКА, а вторая команда стала носить название ЦСКА-2.
** В конце 2001 года после создания ФК «Арсенал» на базе ЦСКА вторая команда армейского клуба (ЦСКА-2) преобразовалась в первую (ЦСКА).
ЦСКА-3
Существовала ещё одна резервная команда — ЦСКА-3, в сезонах 1995/96, 1999 и 2000 участвовала в любительском чемпионате Украины (в сезоне-1995/96 — под названием ЦСКА-2).
Фарм-клуб
В качестве ещё одного фарм-клуба имелась дочерняя команда «Буча» из одноимённого города Киевской области. В любительском чемпионате Украины сезона-2003 участвовала под названием «КЛО-ЦСКА Буча». Под названием ФК «Буча» выступила в розыгрыше любительского Кубка Украины сезона 2011 года и розыгрыше Кубка Украины 2012/13.

## История эмблемы
В 1996 году после очередного возрождения ЦСКА возникла идея создания неповторимой эмблемы и корпоративного стиля клуба. Тогда появилась современная эмблема футбольного клуба ЦСКА Киев. Она представляет собой стилизованное изображение пятиконечной звезды. Одновременно это и буква «А», которая произносится, но не пишется в названии клуба. В символике клуба стали использоваться 2 варианта изображения эмблемы. Этот логотип в 1997 г. завоевал серебряную награду на международном конкурсе «Золотой ПРОФИль»97.

## Дерби и ультрас
У ЦСКА есть два главных принципиальных противостояния. Это матчи с «Динамо» и «Арсенал-Киев».
Ультрас-группы ЦСКА:
Друзьями считаются ультрас клубов: ЦСКА София.

## Достижения

### Украинская ССР
- Чемпионат УССР
  - Чемпион (4): 1949, 1951, 1980, 1983
  - Серебряный призёр (5): 1946, 1964, 1965, 1977, 1979
- Кубок УССР
  - Обладатель: 1976

### Украина
- Кубок Украины
  - Финалист (2): 1998, 2001
- Победитель третьей лиги: 1994/95 (со второй части сезона — фактически вторая команда)
- Победитель второй лиги: 1995/96 (фактически вторая команда)

Результаты в высшей лиге
- 1995/96: 4-е место
- 1996/97: 11-е место
- 1997/98: 13-е место, квалифицирование в Кубок кубков благодаря выходу в финал Кубка Украины сезона-1997/98
- 1998/99: 7-е место
- 1999/00: 10-е место
- 2000/01: 6-е место, квалифицирование в Кубок УЕФА благодаря выходу в финал Кубка Украины сезона-2000/01
- 2001/02: со второй части стал играть «Арсенал»

Всего в высшей лиге (включая вторую часть сезона 2001/02): 206 игр: 69 побед, 58 ничьих, 79 поражений, 226 мячей забито, 219 мячей пропущено, 256 очков

## Статистика выступлений
| Сезон | Название команды     | Лига                                                              | Лига                          | Место    | И  | В  | Н  | П  | Мячи  | О  | Примечания                                                          | Кубок                   |
| ----- | -------------------- | ----------------------------------------------------------------- | ----------------------------- | -------- | -- | -- | -- | -- | ----- | -- | ------------------------------------------------------------------- | ----------------------- |
| 1947  | ОДО                  | II — Вторая группа, зона УССР                                     | II — Вторая группа, зона УССР | 5 из 13  | 24 | 13 | 1  | 10 | 56-34 | 27 |                                                                     | 1/8 украинской зоны     |
| 1948  | ДО                   | II — Вторая группа, зона УССР                                     | II — Вторая группа, зона УССР | 3 из 16  | 14 | 9  | 4  | 1  | 27-14 | 22 | 2-е место из 8 в подгруппе «Б»                                      |                         |
| 1948  | ДО                   | II — Вторая группа, зона УССР                                     | II — Вторая группа, зона УССР | 3 из 16  | 3  | 1  | 0  | 2  | 3-6   | 2  | 3-е место из 4 в финале                                             |                         |
| 1949  | ДО                   | II — Вторая группа, зона УССР                                     | II — Вторая группа, зона УССР | 3 из 18  | 34 | 20 | 8  | 6  | 93-34 | 48 |                                                                     | 1/64                    |
| 1951  | ДО                   | —                                                                 | —                             | —        | —  | —  | —  | —  | —     | —  | Победа в переходных матчах над «Спартаком» Ужгород — 0:0, 3:2       | —                       |
| 1952  | ДО                   | II — Класс «Б»                                                    | II — Класс «Б»                | 14 из 18 | 4  | 0  | 3  | 1  | 2-4   | 2  | 5-е место из 5 на предв. этапе в группе «Баку»                      | 1/2                     |
| 1952  | ДО                   | II — Класс «Б»                                                    | II — Класс «Б»                | 14 из 18 | 8  | 4  | 0  | 4  | 13-9  | 8  | финальный этап за 10—18-е места                                     | 1/2                     |
| 1952  | ДО                   | Победа в переходных матчах над «Металлургом» Запорожье — 2:0, 3:1 |                               |          |    |    |    |    |       |    |                                                                     | 1/2                     |
| 1953  | ДО                   | II — Класс «Б»                                                    | зона 3                        | —        | 4  | 2  | 1  | 1  | 8-4   | —  | снят после 4-го тура; результаты аннулированы                       |                         |
| 1954  | ОДО                  | II — Класс «Б»                                                    | зона 3                        | 11 из 12 | 22 | 6  | 4  | 12 | 34-45 | 16 |                                                                     | 1/16                    |
| 1955  | ОДО                  | II — Класс «Б»                                                    | зона 1                        | 3 из 16  | 30 | 14 | 8  | 8  | 44-27 | 36 |                                                                     | 1/4                     |
| 1956  | ОДО                  | II — Класс «Б»                                                    | зона 1                        | 6 из 18  | 34 | 15 | 9  | 10 | 43-27 | 39 |                                                                     | не проводился           |
| 1957  | СКВО (в кубке — ОСК) | II — Класс «Б»                                                    | зона 2                        | 8 из 18  | 34 | 14 | 9  | 11 | 42-36 | 37 |                                                                     | 1/2 зоны 2              |
| 1958  | СКВО                 | II — Класс «Б»                                                    | зона 3                        | 8 из 16  | 30 | 11 | 9  | 10 | 44-38 | 31 |                                                                     | 1/8 зоны 3              |
| 1961  | СКА                  | II — Класс «Б»                                                    | зона 2 УССР                   | 12 из 19 | 36 | 11 | 11 | 14 | 45-41 | 33 | стык. матчи за 23—24-е места УССР — 0:3, 3:3 (24-е место из 37)     |                         |
| 1962  | СКА                  | II — Класс «Б»                                                    | зона 2 УССР                   | 3 из 13  | 24 | 10 | 10 | 4  | 39-21 | 30 |                                                                     | финал зоны УССР         |
| 1962  | СКА                  | II — Класс «Б»                                                    | финал УССР                    | 10 из 39 | 10 | 5  | 1  | 4  | 18-17 | 11 | 4-е место из 11 в группе за 7—17-е места                            | финал зоны УССР         |
| 1963  | СКА                  | III — Класс «Б»                                                   | зона 1 УССР                   | 7 из 20  | 38 | 16 | 12 | 10 | 54-26 | 44 | стык. матчи за 13—14-е места УССР — 2:0, 2:1 (13-е место из 40)     | финал зоны 1 УССР       |
| 1964  | СКА                  | III — Класс «Б»                                                   | зона 2 УССР                   | 1 из 16  | 30 | 21 | 4  | 5  | 55-19 | 46 |                                                                     | 1/64                    |
| 1964  | СКА                  | III — Класс «Б»                                                   | финал УССР                    | 2 из 41  | 10 | 8  | 0  | 2  | 14-7  | 16 | 2-е место в группе за 1—6-е места                                   | 1/64                    |
| 1965  | СКА                  | III — Класс «Б»                                                   | зона 1 УССР                   | 1 из 16  | 30 | 22 | 4  | 4  | 65-22 | 48 |                                                                     | финал зоны 1 УССР       |
| 1965  | СКА                  | III — Класс «Б»                                                   | финал УССР                    | 2 из 45  | 10 | 7  | 1  | 2  | 23-16 | 15 | 2-е место в группе за 1—6-е места                                   | финал зоны 1 УССР       |
| 1966  | СКА                  | II — вторая группа Класса «А»                                     | предв. турнир, подгруппа 2    | 2 из 18  | 34 | 17 | 7  | 10 | 42-36 | 41 | выход в группу за 4—6-е места финального турнира                    | 1/64                    |
| 1966  | СКА                  | II — вторая группа Класса «А»                                     | финальный турнир              | 6 из 6   | 4  | 1  | 1  | 2  | 6-4   | 3  | 3-е место в группе за 4—6-е места                                   | 1/64                    |
| 1967  | СКА                  | II — вторая группа Класса «А»                                     | предв. турнир, подгруппа 2    | 1 из 20  | 38 | 20 | 11 | 7  | 47-27 | 51 | выход в группу за 1—3-е места финального турнира                    | 1/128                   |
| 1967  | СКА                  | II — вторая группа Класса «А»                                     | финальный турнир              | 3 из 6   | 4  | 0  | 2  | 2  | 3-6   | 2  | 3-е место в группе за 1—3-е места                                   | 1/128                   |
| 1968  | СКА                  | II — вторая группа Класса «А»                                     | предв. турнир, подгруппа 1    | 2 из 21  | 40 | 23 | 11 | 6  | 58-23 | 57 |                                                                     | 1/4                     |
| 1969  | СКА                  | II — вторая группа Класса «А»                                     | предв. турнир, подгруппа 3    | 2 из 22  | 42 | 18 | 16 | 8  | 51-30 | 52 |                                                                     | 1/2 зоны 3              |
| 1970  | СКА                  | II — первая группа Класса «А»                                     | II — первая группа Класса «А» | 19 из 22 | 42 | 11 | 10 | 21 | 39-50 | 32 |                                                                     | 1/64                    |
| 1971  | СКА                  | III — вторая лига                                                 | зона 1                        | 17 из 26 | 50 | 15 | 17 | 18 | 43-44 | 47 |                                                                     |                         |
| 1972  | команда г. Чернигова | III — вторая лига                                                 | зона 1                        | 10 из 24 | 46 | 19 | 14 | 13 | 56-41 | 52 |                                                                     |                         |
| 1973  | Чернигов             | III — вторая лига                                                 | зона 1                        | 11 из 23 | 44 | 18 | 8  | 18 | 63-56 | 38 |                                                                     |                         |
| 1974  | СК «Чернигов»        | III — вторая лига                                                 | зона 6                        | 6 из 20  | 38 | 17 | 9  | 12 | 63-46 | 43 |                                                                     |                         |
| 1975  | СК «Чернигов»        | III — вторая лига                                                 | зона 6                        | 4 из 17  | 32 | 12 | 13 | 7  | 41-33 | 37 |                                                                     |                         |
| 1976  | СКА                  | III — вторая лига                                                 | зона 6                        | 11 из 20 | 38 | 12 | 11 | 15 | 36-44 | 35 |                                                                     |                         |
| 1977  | СКА                  | III — вторая лига                                                 | зона 2                        | 2 из 23  | 44 | 26 | 11 | 7  | 63-32 | 63 |                                                                     | 1/4                     |
| 1978  | СКА                  | III — вторая лига                                                 | зона 2                        | 3 из 23  | 44 | 23 | 14 | 7  | 71-29 | 60 |                                                                     | 1/16                    |
| 1979  | СКА                  | III — вторая лига                                                 | зона 2                        | 2 из 24  | 46 | 26 | 12 | 8  | 65-32 | 64 |                                                                     |                         |
| 1980  | СКА                  | III — вторая лига                                                 | зона 5                        | 1 из 23  | 44 | 28 | 9  | 7  | 83-33 | 65 |                                                                     |                         |
| 1980  | СКА                  | III — вторая лига                                                 | финальный турнир, группа 1    | 3 из 3   | 4  | 1  | 0  | 3  | 6-7   | 2  |                                                                     |                         |
| 1981  | СКА                  | II — первая лига                                                  | II — первая лига              | 19 из 24 | 46 | 16 | 8  | 22 | 50-58 | 40 |                                                                     | 6-е место из 6 в зоне 5 |
| 1982  | СКА                  | II — первая лига                                                  | II — первая лига              | 21 из 22 | 42 | 5  | 10 | 27 | 31-81 | 20 |                                                                     | 6-е место из 6 в зоне 3 |
| 1983  | СКА                  | III — вторая лига                                                 | зона 6                        | 1 из 26  | 50 | 28 | 16 | 6  | 91-49 | 72 |                                                                     |                         |
| 1983  | СКА                  | III — вторая лига                                                 | финал III                     | 1 из 3   | 4  | 2  | 2  | 0  | 8-5   | 6  |                                                                     |                         |
| 1984  | СКА                  | III — вторая лига                                                 | зона 6                        | 8 из 26  | 36 | 13 | 12 | 11 | 56-48 | 38 | 3-е место из 13 в группе 1, продолжение — в турнире за 1—12-е места | 1/16                    |
| 1985  | СКА                  | III — вторая лига                                                 | зона 6                        | 4 из 28  | 40 | 19 | 11 | 10 | 62-46 | 49 | 3-е место из 14 в группе 1, продолжение — в турнире за 1—14-е места |                         |
| 1986  | СКА                  | III — вторая лига                                                 | зона 6                        | 3 из 28  | 40 | 20 | 9  | 11 | 65-42 | 49 | 1-е место из 14 в группе 2, продолжение — в турнире за 1—14-е места | 1/64                    |
| 1987  | СКА                  | III — вторая лига                                                 | зона 6                        | 27 из 27 | 52 | 11 | 15 | 26 | 41-67 | 37 |                                                                     | 1/64                    |
| 1990  | СКА                  | IV — Вторая низшая лига                                           | зона 1                        | 11 из 19 | 36 | 14 | 4  | 18 | 40-41 | 32 |                                                                     |                         |
| 1991  | СКА                  | IV — Вторая низшая лига                                           | зона 1                        | 21 из 26 | 50 | 11 | 20 | 19 | 48-60 | 42 |                                                                     |                         |
| 1.    |                      |                                                                   |                               |          |    |    |    |    |       |    |                                                                     |                         |

| Сезон   | Лига        | Место   | И  | В  | Н | П | Мячи  | О  | Кубок             |
| ------- | ----------- | ------- | -- | -- | - | - | ----- | -- | ----------------- |
| 1994/95 | Первая лига | 2 из 22 | 42 | 26 | 9 | 7 | 73-31 | 87 | 1/16 («Борисфен») |

| Сезон   | Лига        | Место   | И  | В  | Н | П | Мячи  | О  | Кубок |
| ------- | ----------- | ------- | -- | -- | - | - | ----- | -- | ----- |
| 1995/96 | Вторая лига | 1 из 21 | 40 | 27 | 8 | 5 | 61-27 | 89 | 1/64  |

| Сезон   | Лига        | Место    | И  | В  | Н | П  | Мячи  | О  |
| ------- | ----------- | -------- | -- | -- | - | -- | ----- | -- |
| 2001/02 | Первая лига | 14 из 18 | 34 | 10 | 9 | 15 | 32-39 | 39 |